# Der Langrisser

Ma kiếm Alhazard và cổ thành Baldia trong Der Langrisser trên SNES

Langrisser II (ラングリッサーII) là phiên bản tiếp theo của Langrisser I trong series game chiến thuật Langrisser của hãng Nippon Computer System (NCS). Game được phát hành trên hệ máy Mega Drive vào ngày 26 tháng 8 năm 1994.
Game này còn được remake lại trên hệ máy Super Famicom với nội dung của Langrisser II nhưng được lồng thêm nhiều hướng đi, nhiều kết thúc khác nhau, tùy thuộc vào chọn lựa của người chơi. Phiên bản Super Famicom được bán ra vào ngày 30 tháng 06 năm 1995 với tên gọi Der Langrisser (デア ラングリッサー). Der Langrisser được xem là một trong những phiên bản thành công nhất trong lịch sử Langrisser. Do đó có thể xem Der Langrisser là một phần mở rộng của Langrisser II và bài này sẽ dùng Der Langrisser để giải thích cho Langrisser II.

## Tổng quan
Về mặt thời gian phát hành và thời gian trong câu chuyện thì Langrisser II là phiên bản nối tiếp câu chuyện của Ledin trong Langrisser I nhưng chỉ có một hướng đi duy nhất, người chơi không thể tự do lựa chọn hướng đi cho mình. Một năm sau khi phát hành, nhà sản xuất đã thêm vào phiên bản Langrisser II cũ nhiều tình huống, nhiều Scenario và nhiều hướng đi phát sinh, dẫn đến nhiều kết thúc khác nhau. Phiên bản này được gọi là Der Langrisser trên máy Super Famicom. Ngày 26 tháng 04 năm 1996, Der Langrisser còn xuất hiện trên hệ máy PC-FX với cái tên "Der Langrisser FX". Sau đó, vào ngày 31 tháng 07 năm 1997, toàn bộ nội dung của Der Langrisser và nội dung của phiên bản trước (Langrisser I) được đưa vào chung một đĩa CD trên PlayStation với cái tên Langrisser I&II. Phiên bản PlayStation này có thêm một số đoạn phim anime, nhiều cải tiến về hình ảnh so với trước và cho phép người chơi chọn lựa chơi Langrisser I hoặc Der Langrisser. Ngày 26 tháng 02 năm 1998, nội dung của Langrisser II cũng xuất hiện trong phiên bản Sega Saturn là Langrisser Dramatic Edition. Cả trong Langrisser I&II và Langrisser Dramatic Edition, tuy phần thứ hai này được gọi là Langrisser II nhưng thực chất nội dung lại là Der Langrisser, tức là phần mở rộng của Langrisser II.
Ngày 20 tháng 11 năm 1998, nội dung của Der Langrisser còn được đưa sang Windows (9x) do Unbalance phát hành. Ngày 16 tháng 04 năm 2003, Sega cũng phát hành phiên bản Langrisser II (nội dung giống với bản Mega Drive, tức là Langrisser II nguyên thủy) trên Windows Me/2000/Xp. Bắt đầu từ ngày 25 tháng 12 năm 2007, nội dung của phiên bản Mega Drive còn xuất hiện trên Virtual Console của Wii.
Langrisser II, Der Langrisser cũng là phiên bản có số nhân vật là hậu duệ ánh sáng đông nhất.

## Nội dung
Nhân vật chính của tác phẩm là Elwin, trên bước đường lưu lạc giang hồ gặp gỡ một pháp sư trẻ tuổi là Hein. Cả hai cùng lang thang khắp nơi, đến khi bước vào ngôi làng sinh sống của Hein thuộc lãnh địa Salrath thì hay tin cô nương Riana, một người bạn thời thơ ấu của Hein sống ở ngoài làng bị đội Thanh long kỵ sĩ của Đế quốc Leigald bắt đi. Hein và Elwin vì nghĩa mà tham gia giải cứu Riana, để rồi sau đó câu chuyện dẫn dắt họ sang nhiều sự kiện khác nhau.

Đoạn sấm mở đầu Der Langrisser

Tuy câu chuyện của Langrisser II, hay Der Langrisser chỉ diễn ra ở đại lục El Sallia nhưng trong đoạn mở đầu của Der Langrisser trên SNES lại có đoạn sấm truyền liên quan đến đại lục Yeless: "Một năm khi hung tinh màu đỏ nổi trên bầu trời Yeless, từ vùng đất Velzeria xa xăm bị nguyền rủa, xuất hiện một kẻ mang dã tâm to lớn...".
Hung tinh màu đỏ chính là mặt trăng Crimso được nhắc tới trong Langrisser V và có liên quan đến ma kiếm Alhazard.
Về mặt nội dung thì bản Langrisser II trên Mega Drive chỉ có một hướng đi duy nhất. Trong khi đó bản Der Langrisser trở về sau có thêm ba hướng đi mới là Đế quốc, Bóng tối và hướng đi Độc lập. Hướng đi ánh sáng như trong Langrisser II được xem là chính thống trong Der Langrisser.

## Cách chơi
Về mặt cách chơi thì Langrisser II hay Der Langrisser đều không thay đổi gì so với phiên bản Langrisser I trước đây. Chi tiết xin xem thêm bài Langrisser I.
Der Langrisser là một phiên bản rất thành công vì sự đồ sộ của nó. Game có cả thảy 78 Scenario, bao gồm cả các Scenario ẩn, mặc dù mỗi hướng đi chỉ có chừng 20, 21 Scenario mà thôi. Der Langrisser cũng có chừng 10 kết thúc khác nhau, tùy thuộc vào hướng đi của người chơi chọn lựa. Ngay cả trong cùng một hướng đi, kết thúc vẫn có thể khác nhau, tùy vào hành động, chọn lựa của người chơi khi xảy ra các tình huống phân nhánh. Game có cả thảy 18 nhân vật khác nhau, một con số khá lớn đối với game RPG. Vì vậy để chơi hết 78 Scenario này, người chơi phải chơi lại rất nhiều lần, mỗi lần phải thử những hướng đi, cách chọn lựa khác nhau và đây chính là mặt thành công của Der Langrisser. 
Kể từ Der Langrisser trở đi thì chưa thấy phiên bản nào vượt qua được sự đồ sộ và phong phú của nó.

## Các hướng đi trong Der Langrisser
Der Langrisser có các hướng đi được phân chia như sau:
Hướng đi Ánh sáng (光輝ルート)
Ngay từ Scenario đầu tiên, khi Elwin và Hein tham gia giải cứu Riana, sau đó hộ tống Riana đến thần điện Estool rồi từ đó biết được bí mật về ma kiếm Alhazard cũng như động cơ truy bắt Riana của Đế quốc Leigald. Đến Scenario 07, Leon sẽ thuyết phục Elwin theo về Đế quốc Leigald với mình (nếu người chơi hội đủ một số điều kiện trước đó), nếu không đồng ý thì Elwin sẽ tiếp tục ở lại với nhóm bạn Riana và sẽ không còn cơ hội thay đổi hướng đi nào nữa. Đây là hướng đi chính thống của Der Langrisser và là hướng đi duy nhất của Langrisser II (Elwin không thể lựa chọn theo Leon). Chủ trương của nhóm người này là không dùng vũ lực để tiêu diệt chiến tranh, bảo vệ thánh kiếm khỏi bàn tay dã tâm của các thế lực khác. Tuy nhiên, để làm được điều đó thì rốt cuộc họ cũng phải hành xử vũ lực đối với kẻ khác.
Hướng đi Đế quốc (帝国ルート)
Tuy ban đầu chạm trán với đội Thanh long kỵ sĩ của Đế quốc Leigald nhưng dần dần Elwin cũng nhận ra rằng họ là những con người sống chết vì lý tưởng, mong muốn có được sức mạnh để thống nhất đại lục, dẹp tan chiến loạn. Nếu hội đủ một số điều kiện, đến cuối Scenario 07 thì Leon, đội trưởng đội Thanh long kỵ sĩ sẽ xuất hiện và thuyết phục Elwin theo mình. Nếu đồng ý, những người bạn trước kia của Elwin, trừ Hein và Rouga sẽ rời bỏ anh ta và trở thành kẻ địch. Theo chân Leon, Elwin lên đường tìm thánh kiếm Langrisser mang về cho Hoàng đế Bernhalt. Đến Scenario 11, sau khi lấy được Langrisser tại cổ thành Baldia thì trong tâm trí Elwin nảy sinh hai lựa chọn. Nếu lựa chọn trao Langrisser cho Đế quốc thì Elwin sẽ được dẫn về Leigald, trở thành một tướng quân đắc lực của Hoàng đế và không còn cơ hội nào để thay đổi hướng đi nữa. Chủ trương của nhóm người này là dùng vũ lực, sức mạnh có thể để đàn áp các cuộc chiến, thống nhất đại lục để mang lại hòa bình.
Hướng đi Bóng tối (闇ルート)
Nếu ở Scenario 07, Elwin đồng ý theo Leon về với Đế quốc Leigald thì đến Scenario 11, sau khi lấy được Langrisser thì Elwin sẽ phân vân giữa hai lựa chọn. Nếu chọn không trao Langrisser lại cho Leon thì lực lượng Đế quốc sẽ trở thành địch thủ của Elwin nhưng lúc đó lực lượng ma tộc của Bozel sẽ xuất hiện để hỗ trợ ở Scenario 12. Từ đây Elwin làm theo mọi chỉ dẫn của Bozel, đến Scenario 16, khi giải trừ phong ấn cho ma kiếm Alhazard thì thánh kiếm Langrisser lúc này trong tay Elwin cũng bị ảnh hưởng và được giải phong ấn, phát huy sức mạnh thực sự của mình. Đến đây Elwin lại có hai lựa chọn, nếu vẫn trung thành với Bozel thì sẽ không còn cơ hội nào khác để thanh đổi hướng đi nữa và kết cục Elwin trở thành tay sai của Bozel, nhấn thế gian chìm ngập vào trong bóng tối.
Hướng đi Độc lập (独立軍ルート)
Đây là hướng đi của bá giả. Nếu chọn theo ma tộc của Bozel rồi sau đó phản bội Bozel ở Scenario 16 thì Elwin tự biến mình thành kẻ thù của tất cả các lực lượng còn lại. Đây là hướng đi khó khăn nhất vì số lượng nhân vật theo Elwin rất ít và không có lực lượng NPC hậu thuẫn như các hướng đi kia. Chủ trương của Elwin ở hướng đi này là tự mình dùng sức mạnh của Alhazard và Langrisser để thâu tóm đại lục, tiêu diệt các phe đối lập để mang lại hòa bình. Ở Scenario cuối cùng, Elwin tiêu diệt cả nữ thần ánh sáng Lushiris cùng tổ tiên Ledin của mình tại thiên giới Neo Gloria.
Sau khi tiêu diệt hết các phe đối lập, Elwin thống nhất đại lục và trở thành bá chủ thế giới. Trong trận đánh cuối cùng này, tùy vào việc Riana có còn sống sót hay không mà kết thúc của game cũng khác.

## Các nhân vật chính yếu trong Der Langrisser

### Các nhân vật linh động
Bao gồm các nhân vật có thể đi theo bất cứ hướng nào.

Nhân vật Elwin

Elwin (エルウィン, lồng tiếng： Kusao Takeshi)
Nhân vật chính của tác phẩm, 20 tuổi. Elwin là con cháu của Ledin trong Langrisser I, là hậu duệ của ánh sáng, một trong các nhân vật sử dụng được Langrisser trong game. Elwin vốn là một đứa trẻ mồ côi được Drein (ドレン) nuôi nấng và dạy dỗ, nhưng rồi Drein bị kẻ nào đó sát hại. Elwin lên đường lang thang khắp nơi để truy tìm kẻ ám sát nghĩa phụ của mình, rồi cứu giúp Hein đang trong bước đường cùng. Khi cả hai đến một ngôi làng nhỏ ở Salrath thì cũng là lúc bắt đầu câu chuyện.
Có thể nói Elwin là nhân vật độc đáo nhất trong các nhân vật xuyên suốt series Langrisser. Nhân vật này độc đáo ở tính đa diện, tính cách thay đổi tùy theo hướng đi mà người chơi lựa chọn. Ở hướng đi Ánh sáng, Elwin là kiểu nhân vật anh hùng điển hình, chuộng hòa bình. Ở hướng đi Đế quốc, hình mẫu Elwin có biến đổi đôi chút nhưng về cơ bản cũng không khác, mong muốn thống nhất đại lục, dẹp trừ chiến tranh bằng sức mạnh của mình. Ở hướng đi Bóng tối và hướng Độc lập, Elwin đổi khác rất nhiều, về ngôn từ tỏ ra bạo động hơn, vì lợi ích, lý tưởng của mình mà thản nhiên tàn sát những người đồng đội từng sát cách bên mình trước kia. Tùy thuộc vào lựa chọn của người chơi mà Elwin có thể là một đấng cứu thế hoặc tay sai của ác quỷ, hoặc tự bước đi trên con đường chông gai để trở thành bá chủ toàn cõi.
Hein (ヘイン, lồng tiếng：Yamada Kappei)
Thiếu niên 17 tuổi sống ở ngôi làng gần lãnh địa Salrath. Trên đường học trở thành pháp sư, Hein được Elwin cứu mạng sống trong lúc nguy khốn. Vì cảm cái ân này, Hein là nhân vật duy nhất luôn theo sát Elwin dù ở bất cứ hướng đi nào. Ban đầu Hein tỏ ra ngưỡng mộ tài năng pháp thuật của Jessica và xin nhận làm đệ tử.
Rouga (ロウガ, lồng tiếng：Genda Tesshou)
Một kiếm sĩ, bị binh có tiếng tăm ở đại lục. Nhân vật này chỉ xuất hiện kể từ Der Langrisser mà thôi. Rouga sống bằng nghề đánh thuê, lang thang đây đó để tìm kiếm người em gái Sonya đã mất tung tích. Rouga theo Elwin ở mọi hướng đi, trừ hướng Ánh sáng. Ở phiên bản trên Sega Saturn còn có thêm tình huống Rouga sát hại Hoàng đế Bernhalt, Rouga nhận mũi tên của Jessica thay cho Elwin. Cuối cùng, bản Saturn còn mô tả Rouga và Sonya như một cặp nhân tình chứ không phải anh em.

### Các nhân vật ở hướng đi Ánh sáng

Riana

Lushiris (ルシリス, lồng tiếng：Hiramatsu Akiko)
Nữ thần ánh sáng cai quản thiên giới Neo Gloria. Rushiris là nữ thần của pháp luật, thịnh trị, an thái và lòng từ bi, do đó đối lập hoàn toàn với Chaos. Rushiris là hiện thân thần cách hóa của ánh sáng, đối nghịch với Chaos.
Jessica (ジェシカ, lồng tiếng：Ban Keiko)
Từ Der Langrisser trở đi thì nhân vật này chỉ xuất hiện với tư cách NPC. Chỉ có ở Langrisser II phiên bản Mega Drive thì Jessica mới trở thành nhân vật điều khiển được. Nhưng lần này chưa được 20 năm kể từ lần đầu thai mới nên Jessica giờ đây không còn nhiều sức mạnh nữa.
Riana (リアナ, lồng tiếng：Kouda Mariko)
Nữ nhân vật chính trong tác phẩm, 20 tuổi, bạn thời thơ ấu của Hein. Riana vốn là đứa trẻ mồ côi bị vứt trước cổng thần điện ánh sáng, được các tư tế ở đó nuôi dạy và trở thành vu nữ (người nữ múa hát, tế lễ ở đền thờ) của thần điện ánh sáng. Riana cũng là một hậu duệ của ánh sáng, có khả năng sử dụng Langrisser và là một trong hai nhân vật quan trọng để phá giải, phong ấn ma kiếm Alhazard và thánh kiếm Langrisser. Sau khi được Elwin giải thoát khỏi sự truy đuổi của Đế quốc, Riana đã quyết định lên đường theo Elwin cùng ít nhiều tình cảm nồng nàn dành cho nhân vật này. Tuy nhiên tình cảm của Riana chỉ thành tựu khi Elwin lựa chọn con đường Ánh sáng. Ở hướng đi Bóng tối, Riana và người em song sinh Rana bị Bozel tẩy não và theo Elwin. Riana còn hợp tác với Elwin ở hướng đi Đế quốc nếu hội đủ một số điều kiện. Ở hướng đi còn lại thì Riana xuất hiện với tư cách địch thủ của Elwin. Vì không chịu được ký ức đau buồn với Elwin nên Riana đã nhờ Lushiris (hoặc Jessica) phong ấn ký ức của mình.
Sherry (シェリー, lồng tiếng：Yokoyama Chisa)
Công nương thành Kalzath, 18 tuổi. Sherry cũng là một hậu duệ ánh sáng, có khả năng sử dụng Langrisser và là con cháu của Narm và Lance trong Langrisser I. Sherry là nhân vật có tính cách tự do, phóng khoáng, mang tình cảm đối với Elwin, tỏ tình rồi thất tình. Kể từ Der Langrisser thì Sherry xuất hiện với tư cách địch thủ nếu Elwin không theo con đường ánh sáng.
Kis (キース, lồng tiếng：Hori Hideyuki)
Quân nhân thành Kalzath, 28 tuổi, có trách nhiệm bảo vệ Sherry. Kis là đội trưởng đội không binh của Kalzath và chỉ theo Elwin ở hướng đi Ánh sáng.
Lester (レスター, lồng tiếng：Yao Kazuki)
Đệ tử của Jessica, 32 tuổi, vốn là hải tặc. Lester chỉ theo Elwin ở hướng đi Ánh sáng. Tính cách thô lỗ nhưng lại trọng nhân nghĩa. Lester mắc chứng sợ độ cao, lúc còn làm hải tặc có quen biết với Kis.
Auron (アーロン, lồng tiếng：Shibata Hidekatsu)
Lão kiếm sĩ dũng mãnh, thầy dạy kiếm của Sherry. Auron vốn đã về ở ẩn nhưng cuối cùng phải đứng ra bảo vệ dân chúng trước hành động bỉ ổi của nữ tướng Imelda bên Đế quốc Leigald, cuối cùng theo Elwin. Nhân vật này chỉ theo Elwin ở hướng đi Ánh sáng từ Der Langrisser trở về sau mà thôi. Tuy nhiên đây lại là nhân vật lựa chọn từ 3 nhân vật: Scott, Rana và Auron.
Scott (スコット, lồng tiếng：Miki Shin Ichirou)
Kỵ sĩ tập sự, con trai của lãnh chúa Salrath. Ban đầu Scott đồng hành với Elwin đến thành Kalzath rồi chia tay tại đây. Nếu Elwin theo hướng Ánh sáng thì mãi sau này Scott gia nhập lại, nhưng nếu Elwin theo hướng khác thì kết cục Scott cùng cha mình phải chết thảm khi quân đội Elwin xâm lược Salrath.
Rana (ラーナ, lồng tiếng：Kouda Mariko)
Người em gái song sinh của Riana vốn đã mất tung tích từ lâu. Rana vốn có tư chất về ma thuật nên bị Bozel lợi dụng, tẩy não và tự coi mình là "Dark Princess". Chỉ có ở hướng đi Ánh sáng, Rana mới trở lại trạng thái bình thường. Rana còn hợp tác với Elwin ở hướng đi Đế quốc nếu hội đủ một số điều kiện. Rana mang nhiều tình cảm đối với Leon nên thường xuyên kêu gọi nhân vật này đầu hàng.

### Phe Đế quốc Leigald
Tất cả các nhân vật thuộc Đế quốc Leigald này chỉ hợp lực với Elwin nếu đi theo hướng Đế quốc.

Bernhalt

Hoàng đế Bernhalt (ベルンハルト, lồng tiếng：Sasaoka Shigezou)
41 tuổi, khi còn là một anh lính đánh thuê đã chán ngán cảnh đổ máu khắp đại lục. Bernhalt đã thu phục được Egbert và cùng Egbert gây dựng nên Đế chế, trở thành Hoàng đế Leigald đầu tiên. Bernhalt là vị võ đế ý chí sắt đá, quyết tâm thống nhất đại lục, tuyên chiến với các nước và là người có khả năng thao túng sức mạnh của ma kiếm Alhazard mà không bị ảnh hưởng gì. Bernhalt xuất hiện với tư cách NPC (nếu theo hướng Đế quốc) hoặc địch thủ.
Egbert (エグベルト, lồng tiếng：Aono Takeshi)
Thiên tài ma thuật, là người chỉ huy đội hắc long ma đạo sư, vừa là quân sư bên cạnh Bernhalt chỉ vẻ mọi kế sách khôn ngoan. Egbert 40 tuổi (trong tiểu thuyết là 53), vốn là đệ tử của Jessica nhưng vì chạm tay vào những loại ma thuật cấm nên cơ thể lão hóa nhanh chóng, nghe nói còn trấn giữ được pháp thuật trấn áp Chaos.
Leon (レオン, lồng tiếng：Okiayu Ryu Tarou)
Đội trưởng đội Thanh long kỵ sĩ, binh đoàn kỵ binh hùng mạnh nhất đại lục. Leon 25 tuổi, là người trung nghĩa sắt đá với vị Hoàng đế của mình. Leon cũng là một hậu duệ ánh sáng, là nhân vật duy nhất có khả năng sử dụng Langrisser bên Đế quốc và là con cháu của Dyhalt trong Langrisser III. Leon cảm ơn nghĩa Bernhalt đã nuôi nấng mình khi còn là đứa trẻ mồ côi nên thề suốt đời phụng sự chủ, luôn xả thân vì lý tưởng của chủ.
Trong các hướng đi khác, nếu Bernhalt bị đánh bại trước thì Leon luôn tuẫn tiết theo.
Imelda (イメルダ, lồng tiếng：Tsuru Hiromi)
Nữ tướng của binh đoàn băng long, được mô tả là lạnh lùng, tàn nhẫn và tự cao. Imelda 30 tuổi và chỉ để lộ bản tính hiền lành, có những nét đáng quý khi Elwin theo hướng Đế quốc. Trong phiên bản Saturn còn có thêm chi tiết cho biết Imelda trước kia vốn là công nương của một tiểu quốc nhưng sau bị Leigald dùng vũ lực mà phải sáp nhập, từ đó luôn tâm niệm rằng sức mạnh là tất cả.
Balgas (バルガス, lồng tiếng：Kouri Daisuke)
Tướng quân tài năng của Đế quốc, chỉ huy binh đoàn hỏa long. Balgas 39 tuổi, là mãnh tướng danh chấn thiên hạ, luôn quan tâm đến thuộc hạ của mình. Bối cảnh của Der Langrisser còn cho thấy người vợ Elisa của Balgas chuẩn bị sanh con khi câu chuyện bắt đầu. Hạnh phúc trọn vẹn của gia đình Balgas phụ thuộc vào Elwin, nếu đi theo hướng Ánh sáng thì Balgas tử trận dưới tay Elwin mà chưa kịp nhìn mặt con.
Leard (レアード, lồng tiếng：Horikawa Ryou)
Thuộc hạ trung thành của Leon, giữ chức phó tướng quân. Leard là một nhân vật quan trọng quyết định việc Leon có thuyết phục Elwin theo mình ở Scenario 7 hay không. Nếu Elwin đánh bại Leard ở Scenario 2 và Zolm ở Scenario 5 thì sẽ không còn cơ hội đổi sang hướng Đế quốc.
Zolm (ゾルム)
Thuộc hạ của tướng quân Balgas, tính tình bạo ngược, tự phụ là cánh tay của Balgas. Nếu đánh bại Zolm thì đoạn hội thoại giữa Elwin và Balgas cũng thay đổi.

### Các nhân vật thuộc ma tộc
Chaos (カオス, lồng tiếng：Sasaoka Shigezou, Watanabe Takeshi, Satou Masaharu)
Vị thần hỗn mang, tượng trưng của ma tộc, là bản thể của bóng tối. Khó có thể nói Chaos là một ác thần, một tà thần, là hiện thân của tà ác mà chỉ có thể nói rằng Chaos cũng là sức mạnh của thế giới giống như Rushiris, là sự bất diệt giống như bóng tối và đối lập hoàn toàn với Rushiris. Dựa theo lời thoại trong series Langrisser thì Chaos có những đặc điểm là "đối tượng tôn thờ của ma tộc", "xuất hiện khi thế giới đình trệ và hủy diệt nó", "có mục đích thúc đẩy sự phát triển của văn minh".... Chaos còn được cho là chủ thể của ma kiếm Alhazard, là thần cách của bóng tối và sự hỗn mang. Sau khi bị tiêu diệt trong các phiên bản Langrisser, Chaos luôn báo trước sẽ xuất hiện trở lại khi thế giới cần đến sự hỗn mang, cần đến loạn lạc.
Bozel (ボーゼル, lồng tiếng：Shiozawa Kaneto)
Vương tử bóng tối, đại diện của Chaos. Bozel căm ghét những kẻ cuồng tín vào ánh sáng, trái lại rất yêu thích những kẻ có năng lực. Bozel không phải là cái tên của một nhân vật cụ thể nào, không phải là sự tồn tại cụ thể nào mà chỉ là một cái tên giả, một danh xưng mang tính tượng trưng được ban cho kẻ phụng sự Chaos. Giống như Chaos và bóng tối, Bozel không bao giờ bị tiêu diệt hoàn toàn mà chỉ tạm thời rút lui. Bozel là nhân vật thường xuất hiện trong các phiên bản Langrisser, có thể hồi sinh nhiều lần. Bozel là thân bất tử, chừng nào còn ma kiếm Alhazard và khi nhân vật Bozel mới chưa được khai sinh.
Sonya (ソニア, lồng tiếng：Tomizawa Michie)
Em gái Rouga, chỉ xuất hiện từ Der Langrisser trở đi. Sonya vốn là con lai giữa ma tộc và con người, một lần khi anh trai đi vắng thì bị dân làng xông vào đánh nên từ đó sinh ra oán hận loài người, bị Bozel lợi dụng. Sonya hợp lực với Elwin ở hướng đi Bóng tối, Độc lập và Đế quốc (nếu Rouga thuyết phục thành công một số lần):.:
Trong bản Sega Saturn còn có thêm tình tiết khi Rouga sắp chết, Sonya không còn coi như một người anh trai cùng cha khác mẹ nữa mà coi như người đàn ông của mình. Ở hướng đi Ánh sáng, Sonya mất anh trai, mất chủ (Bozel) và bị ma tộc phản bội nên quyết tâm hồi sinh Chaos để hủy diệt thế giới đã không chấp nhận mình.
Faias (ファイアス)
Chính là kẻ đã sát hại cha nuôi Drein của Elwin. Nhân vật này chỉ xuất hiện ở hướng đi Ánh sáng. Faias trong game là một yêu quái nam thuộc ma tộc, nhưng trong tiểu thuyết lại là yêu nữ được sinh ra từ ngón tay út của Bozel.